# Estación de Étigny-Véron
La estación de Étigny - Véron es una estación ferroviaria francesa de la línea París - Marsella, situada en la comuna de Étigny, en el departamento de Yonne, en la región de Borgoña. Por ella transitan únicamente trenes regionales.

## Historia
La estación no fue abierta con la apertura del tramo entre París y Tonnerre el 12 de agosto de 1849. De hecho la expropiación de los terrenos no se realizaría hasta 1885, momento en el cual se integró en la compañía de ferrocarriles de París a Lyon al Mediterráneo.
En 1938, la compañía fue absorbida por la recién creada SNCF. Desde 1997, explotación y titularidad se reparten entre la propia SNCF y la RFF.

## Descripción
Situada en un tramo de alta capacidad que sigue el cauce del río Yonne, esta estación que se configura como un apeadero se compone de dos andenes, dos laterales y uno central, al que acceden cuatro vías. 
Dispone de atención comercial durante toda la semana y de máquinas expendedoras de billetes. 

## Servicios ferroviarios

### Regionales
Los TER Borgoña enlazan las siguientes ciudades:
- Línea París - Laroche-Migennes.